# 21 janvier dans les chemins de fer
21 décembre 21 février
Chronologies thématiques
- Croisades
- Sports
- Disney

Cette page concerne les événements qui se sont déroulés un 21 janvier dans les chemins de fer.

## Événements

### XXesiècle
- 1996, Chine : inauguration de la nouvelle gare de Pékin-Ouest (Beijing-Xi), la plus grande d'Asie (500 000 m2 de surface).

### XXIesiècle
- 2003, Royaume-Uni : achèvement du premier tronçon de 74 km de la LGV CTRL (Channel Tunnel Rail Link) qui sera mise en service le 28 septembre 2003.
- 2005, Allemagne : Railion, la filiale fret de la Deutsche Bahn rachète RAG Bahn & Hafen, branche logistique du groupe RAG.